# Hexoprenaline
Hexoprenaline là một chất chủ vận β2 adrenergic chọn lọc sử dụng trong điều trị hen suyễn. Hexoprenaline cũng được sử dụng ở một số nước (như Nga và Thụy Sĩ) như là một tác nhân giảm co đại lý (ví dụ, ức chế chuyển dạ), với tên thương mại phổ biến nhất là Gynipral.  Nó không được FDA Hoa Kỳ chấp thuận.

## Chống chỉ định
Khi được sử dụng làm thuốc giảm co, hexoprenaline bị chống chỉ định trong:
- Bệnh cường giáp
- Bệnh tim mạch, ví dụ rối loạn nhịp tim, nhịp tim nhanh, viêm cơ tim, bệnh van hai lá và hẹp động mạch chủ
- Bệnh tim thiếu máu cục bộ
- Tăng huyết áp
- Glaucoma góc đóng
- Vỡ tử cung, chảy máu âm đạo và các bệnh viêm của cơ quan sinh dục trong (như viêm nội mạc tử cung)
- Sốc
- Mang thai 3 tháng đầu
- Cho con bú [3]

Nó nên được sử dụng thận trọng ở những người bị tiểu đường thai kỳ.

## Tương tác thuốc-thuốc
Khi dùng đồng thời:
- Thuốc chẹn beta làm giảm hoặc vô hiệu hóa tác dụng điều trị của hexoprenaline
- Methylxanthines (caffeine, theobromine, theophylline) làm tăng tác dụng của nó
- Thuốc gây mê toàn thân (ví dụ, halothane) và chất chủ vận thụ thể adrenergic có thể làm tăng nguy cơ tác dụng phụ của tim mạch, như rối loạn nhịp tim

Hexoprenaline chống chỉ định khi sử dụng với các thuốc ức chế monoamin oxydase (MAOIs), thuốc chống trầm cảm ba vòng (TCAs), ergot alkaloids và dihydrotachapseol.